# Ronilački klub Split
Ronilački klub Split osnovan je 1. travnja 2015. godine, a nastao je iz KŠR Split-a, jednog od najstarijih ronilačkih klubova u Hrvatskoj. Sjedište kluba je na adresi Lučica 4, Split. Ronilački klub Split je član ronilačke asocijacije AIDA International i Hrvatski ronilački savez koji je punopravni član svjetske ronilačke federacije CMAS. Djelokrug aktivnosti kojima se klub bavi vrlo je širok: poduka ronilaca kroz tečajeve ronjenja, organizacija ronilačkih izleta na udaljene lokacije, treninzi u dubinskom ronjenju na dah, organizacija športskih natjecanja, organiziranje i sudjelovanje u ekološkim akcijama čišćenja podmorja. Svim članovima kluba omogućeno je treniranje u bazenu tri puta tjedno i napredovanje kroz tečajeve ronjenja na dah koji se organiziraju kroz cijelu godinu.

## Povijest
Ronilački klub "Split" (RK Split) osnovan je 2015. godine zbog promjene zakona o sportu i promjene nomenklature sportova jer do tada su se članovi natjecali pod KŠR "Split", a kako podvodni ribolov i ronjenje na dah po novom zakonu o športu nisu više pod istim savezom bilo je potrebno registrirati novi klub.  
Na redovnoj skupštini Splitskog saveza športova početkom prosinca 2015. klub je primljen u punopravno članstvo.

## Uspjesi
Godine 2018. na državnom prvenstvu u ronjenju na dah RK Split je osvojio 1. mjesto ukupno (m/ž) klupski pobjednik državnog prvenstva Veljano Zanki, Boris Milošić, Lada Sartori i Ivana Aljinović.
Godine 2019. na međunarodnom natjecanju u Srbiji Boris Milošić je postavio novi AIDA International svjetski rekord u ronjenju na dah i to u disciplini Bi-fins sa zaronom od 234 metra.

## Temeljne aktivnosti kluba
- orijentacijsko ronjenje
- plivanje s perajama
- ronjenje na dah
- podvodni rugby
- podvodni hokej
- podvodna fotografija
- podvodno gađanje u metu

## Djelatnosti udruge
- planiranje rada i razvitka ronilačkog sporta – posebice ronjenja na dah
- poduka i trening mladeži i odraslih kroz ronilačke škole i tečajeve
- pripremanje i poticanje članova za sudjelovanje na natjecanjima
- sudjelovanje u organizaciji natjecanja
- sudjelovanje na natjecanjima
- obrazovanje u ronjenju na dah i ronjenju općenito
- promicanje ronjenja na dah
- upravljanje sportskim objektima kojima je Klub vlasnik ili korisnik
- poticanje razumijevanja i usvajanja etičkih vrijednosti kroz bavljenje sportom,
- održavanje tečajeva za početne i napredne ronioce

## Uprava kluba
- Predsjednik: Vedrana Vidović

### Članovi Upravnog odbora
- Vedrana Vidović
- Tomo Vrdoljak
- Veljano Zanki

### Članovi Nadzornog odbora
- Lada Sartori
- Siniša Katavić
- Luka Pisac

## Instruktori
- Vedrana Vidović - AIDA
- Tomo Vrdoljak - NAUI
- Veljano Zanki -  SSI

## Vanjske poveznice
- / Popis članica Hrvatskog Ronilačkog Saveza - HRS  Arhivirana inačica izvorne stranice od 8. kolovoza 2012. (Wayback Machine)